# زواج المثليين في ناياريت
أصبح زواج المثليين قانونيا في الولاية المكسيكية ناياريت منذ 23 ديسمبر 2015. وقد وافق كونغرس الولاية على مشروع قانون تقنين زواج المثليين في 17 ديسمبر 2015، بتصويت 26 صوتا لصالح مقابل صوت واحد ضد، مع امتناع عضو واحد عن التصويت (26-1-1). تم نشره في الجريدة الرسمية، بعد توقيع الحاكم، في 22 ديسمبر 2015 ودخل حيز التنفيذ في اليوم التالي.

## تاريخ

### الأوامر القضائية
في يوليو 2014، سُمح لزوجين من نفس الجنس بالحصول على أول حفل زواج مثلي من ناياريت بعد عام من العمل القانوني. في 8 يوليو، قضى قاضٍ فيدرالي بأن حظر زواج المثليين في الولاية غير دستوري. تزوج الزوجان في مدينة تيبيك عاصمة الولاية. طلبت أربعة زوجات مثليات أوامر قضائية بعد رفض السجل المدني من الزواج في أوائل يوليو 2014. في 31 أكتوبر 2014، أعلنت أسوسياسيون سيفيل دي كوديسي (بالإسبانية: Asociación Civil de CODISE)‏ أن تسعة من الأزواج ينتظرون صدور قرارات بشأن الأوامر الزجرية. في 3 نوفمبر 2014، تزوجت زوجان من المثليات في تيبك، وهو الزواج المثلي الثاني في الولاية، بعد الحصول على أمر قضائي. في 13 نوفمبر 2014، عقد الزواج المثلي الثالث في تيبك لزوجتين مثليتين حصلتا على أمر قضائي في 22 أكتوبر 2014. عقد زواج المثليين الرابع في ناياريت في الأسبوع الثاني من شهر كانون الأول/ديسمبر 2014، مما يجعله ثالث زواج بين زوجتين مثليتين في الولاية. في 27 يناير 2015، وقع زواج المثليين الخامس في تيبيك بين امرأتين. كان هذا أول زواج يتم فيه الموافقة على الأمر القضائي من قبل السلطات المحلية، بدلاً من محاكم المقاطعات الفيدرالية.

### الإجراءات التشريعية
في 13 مارس 2015، سلم أعضاء أسوسياسيون سيفيل دي كوديسي (بالإسبانية: Asociación Civil de CODISE)‏ الكونغرس مشروع قانون لتشريع زواج المثليين.
في 25 يونيو 2015، قدم النائب لويس مانويل هيرنانديز إسكوبيدو، عن حزب الثورة الديمقراطية، مشروع قانون جديد يسمح للأزواج المثليين بالزواج ويجعل تعريف المساكنة محايدًا جندريا. في 17 ديسمبر 2015، وافق الكونغرس على مشروع القانون، بتصويت بتصويت 26 صوتا لصالح مقابل صوت واحد ضد، مع امتناع عضو واحد عن التصويت (26-1-1). تم نشر مشروع القانون في المجلة الرسمية، بعد توقيع الحاكم روبرتو ساندوفال كاستانيدا، في 22 ديسمبر 2015، ودخل حيز التنفيذ في اليوم التالي.
تنص المادة 135 من القانون المدني في ناياريت على ما يلي:
- (بالإسبانية: El matrimonio es un contrato civil، por el cual dos personas، se unen en sociedad para realizar vida en común، procurando entre ambos respeto، igualdad y ayuda mutua.)‏

- (باللغة العربية: الزواج هو عقد مدني، حيث يلتقي شخصان في المجتمع ليعيشا معًا، ويسعى لاحترام كل من المساواة والمساعدة المتبادلة.)

تنص المادة 136 الآن على ما يلي:
- (بالإسبانية: El concubinato es la unión de hecho entre dos personas، que realizan en forma Continua، pública e ininterrumpida una vida en común de manera notoria y permanente، sin que medie vínculo matrimonial entre sí، o con terceras personas.)‏

- (باللغة العربية: المساكنة هي الوحدة الفعلية بين شخصين، يقومان بشكل مستمر وعلني ومستمر بحياة مشتركة بطريقة سيئة السمعة ودائمة، دون رابطة زواج بينهما، أو مع أطراف ثالثة.)

| الحزب                     | الأعضاء | لصالح | ضد | لم يصوت | غائب |
| ------------------------- | ------- | ----- | -- | ------- | ---- |
| الحزب الثوري المؤسساتي    | 15      | 14    |    |         | 1    |
| حزب العمل الوطني          | 6       | 4     |    | 1       | 1    |
| حزب الثورة الديمقراطية    | 5       | 5     |    |         |      |
| حزب العمال المكسيكي       | 2       | 2     |    |         |      |
| حزب الخضر البيئي المكسيكي | 2       | 1     | 1  |         |      |
| العدد الإجمالي            | 30      | 26    | 1  | 1       | 2    |

### تبني المثليين للأطفال
قانون زواج المثليين، الذي دخل حيز التنفيذ في ديسمبر 2015، لا يعالج حالات تبني المثليين للأطفال.
في أكتوبر/تشرين الأول 2016، قضى قاضٍ فيدرالي بتسجيل ابنة زوجتين مثليتين متزوجتين بألقاب كل من أمهما. جادل القاضي بأن رفض طلب تسجيل المولود الجديد ينتهك مصالح الطفل وينتهك الحق في الهوية (أي الاسم والجنسية والانتساب). بعد بضعة أيام، أعلن رئيس السجل المدني أن الولاية ستواصل رفض تسجيل كل من ألقاب الآباء المثليين جنسياً ما لم يغير الكونغرس القانون أو إذا منحت المحاكم المزيد من أوامر الحماية.
وكشف في مايو 2018 أن 8 من الأزواج المثليين كانوا يقدمون طلبات للتبني. وفقًا لاستطلاع للرأي عام 2017 أجراه المجلس الوطني لمنع التمييز، أيد 44% من سكان ولاية ناياريت تبني الأزواج المثليين للأطفال.

## الرأي العام
وجد استطلاع للرأي عام 2017 أجرته مؤسسة مجلس الاتصالات الاستراتيجية أن 50% من سكان ناياريت يؤيدون زواج المثليين. كان 47% يعارضون ذلك.
وفقًا لمسح أجرته في عام 2018 أجراه المعهد الوطني للإحصاء والجغرافيا، عارض 39% من سكان ناياريت زواج المثليين.